# Узкоколейные железные дороги в Азербайджане
Узкоколейные железные дороги в Азербайджане — железные дороги узкой колеи в Азербайджане, выполнявшими роль подъездного, технологического и учебного вида транспорта.
Помимо железных дорог широкой колеи, являющимся одним из основных видов транспорта, начиная с конца XIX-го и по конец XX-го вв. на территории нынешнего Азербайджана эксплуатировался ряд узкоколейных железных дорог, в основном ведомственного и частного подчинения, частью являясь видом подъездного транспорта, от производителей к железным дорогом общего назначения, частью технологическим транспорта.
Первой узкоколейной, и первой в общем, железной дорогой в Елисаветпольской губернии России, являлась построенная фирмой «Бр. Сименс» промышленная узкоколейная железная дорога в Кедабеке (Елисаветпольский уезд), соединявшая медные рудники и заводы принадлежавшие фирме «Бр. Сименс».
Более подробно — Кедабекская узкоколейная железная дорога
По неподтверждённым данным, первая магистральная железная дорога на территории Бакинской губернии, Баку — Сабунчи — Сураханы, с момента постройки в 1880 году до 1883 года была также узкоколейной.

## УЖД Общего пользования
В Азербайджанской ССР единственной ужд общего пользования была построенная в 1942 г. ужд Евлах — Агдам — Степанакерт. В 1978 году она была перешита на широкую колею 1520 мм.
- Колея — 914 мм.
- Протяженность — 106 км.
- Год открытия — 1942 г.
- Год закрытия (перешивки на широкую колею) — 1978 г.(перешита)

## УЖД Нефтяной промышленности
Начиная с начала ХХ-го в. наряду со строительством магистральных железных дорог широкой колеи, началось интенсивное строительство ужд. Большая часть предназначалась для обслуживания нефтяных месторождений в окрестностях Баку. Для обслуживания рабочего персонала нефтяных промыслов была построена сеть узкоколейной конной железной дороги — конки см. Бакинская конка.

### Промысловая ужд АзНефти
Со временем для обслуживания возросших потребностей нефтяной промышленности с 1924 г. началось сооружение сети — Нефтепромысловой ужд АзНефти.
- Колея — 750 мм.
- Протяженность — 78 км.
- Год открытия — 1924 г.

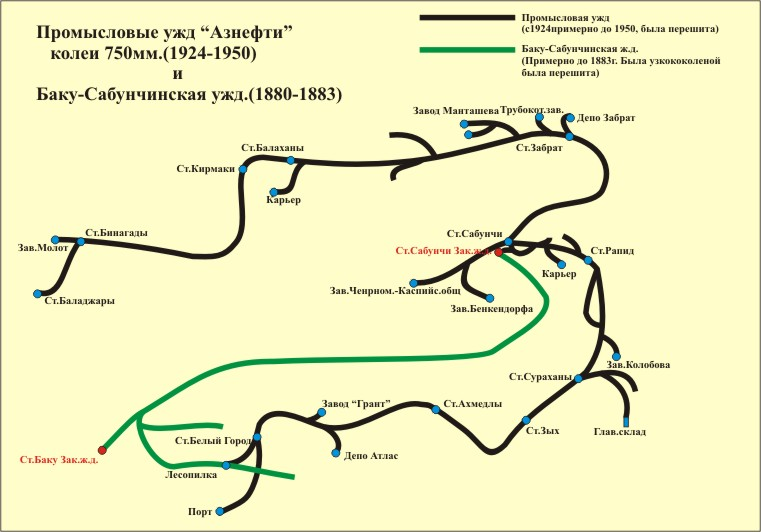
Карта Промысловых ужд АзНефти

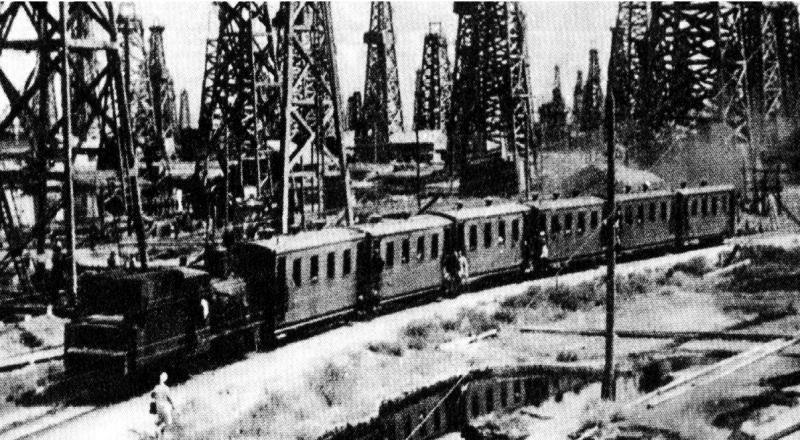
Поезд на промысловой ужд АзНефти 1924 г.

- Год закрытия (перешивки на широкую колею) — 1976 г (перешита)

### УЖД на Нефтяных камнях
С освоением нефтяных месторождений на море, и сооружением нефтедобывающих эстакад в Каспийском море — Нефтяные камни, для выполнения технологического процесса строительства, а затем последующей добычи нефти, сеть ужд была построена на эстакадах Нефтяных камней.
- Колея — 750 мм.
- Протяженность — 100 км.
- Год открытия — 1950 г.
- Год закрытия (перешивки на широкую колею) — 1980 г. (закрыта)

### УЖД на п-ов. Пираллахи
Также для нефтяной промышленности была сооружена ужд на п-ове. Пираллахи.
- Колея — неизвестно.
- Протяженность — неизвестно.
- Год открытия — 1912 г.
- Год закрытия (перешивки на широкую колею) — неизвестно.(закрыто)

### УЖД юго-запада Баку
Для обслуживания нефтепромыслов на западной окраине Баку, была построена небольшая по протяженности ужд в районе поселка Баилово и мыса Нафталан.
- Колея — 750 мм.
- Протяженность — 2,5 км.
- Год открытия — 20-е гг. 20 в.
- Год закрытия (перешивки на широкую колею) — конец 50-х г. (закрыта)

## УЖД Минсельхоз-а
Для обслуживания потребностей Министерства Сельского Хозяйства Азербайджанской ССР, на северо-востоке Азербайджана в Хачмаском районе, в начале 50-х гг была построена ужд от ст. Худат до пос. Набрань — Набраньская узкоколейная железная дорога.
- Колея — 750 мм.
- Протяженность — 84,5 км.
- Год открытия — 1950 г.
- Год закрытия (перешивки на широкую колею) — 1990 г.(закрыта)

Также для обслуживания нужд Шолларского водопровода, в пределах Хачмасского района была сооружена ужд от ст. Худат до пос. Шоллар.
- Колея — 750 мм.
- Протяженность — 2 км.
- Год открытия — конец 30- г.
- Год закрытия (перешивки на широкую колею) — середина 50-х г.

## Военно-полевые ужд
В период Первой мировой войны, для обслуживания нужд Кавказского фронта, на турецком театре военных действий, была сооружена Макинская УЖД колеи 1067 мм, имевшая несколько ветвей и бравшая начало с поселка Шахтахты в Нахичеванском уезде до озера Ван (с. Арнис) и до Каракилисы Алашкертской в Западной Армении.
- Колея — 1067 мм.
- Протяженность — 300 км.
- Год открытия — 1914 г. Год окончания строительства — 1916.
- Год закрытия (перешивки на широкую колею) — 1920 г. (частично перешита)

## Другие ужд
Для вывозки леса и процесса лесодобычи, российскими компаниями на территории Ирана, была сооружена обширная сеть лесовозных ужд, от ст. Джульфа на территорию Иранского Азербайджана.
- Колея — 750 мм.
- Протяженность — 1025 км.
- Год открытия — 1912 г.
- Год закрытия (перешивки на широкую колею) — конец 20-х гг.(закрыта)

Так сеть шахтных ужд небольшой протяженности, как вид технологического транспорта, была сооружена
для обслуживания месторождений поваренной соли на горе Дуздаг, в Бабекском районе Нахичеванской АР.
- Колея — 750 мм.
- Протяженность — неизвестно.
- Год открытия — неизвестно
- Год закрытия (перешивки на широкую колею) — действует.

## ДЖД
Для обучения подрастающего поколения, прививания любви к железным дорогам и выработке профессиональных навыков (как в целом по СССР, так и в Азербайджане) были построены детские железные дороги: в Баку — открыта в 1947 году, в Нахичевани — 1977 году. В конце 40-х нач. 50-х планировалось строительство ДЖД в Гяндже, но план осуществлен не был.
- Бакинская ДЖД
- Нахичеванская ДЖД